# 아디우송 페헤이라 지 소자
아디우송 페헤이라 지 소자(포르투갈어: Adilson Ferreira de Souza, 1978년 9월 1일 ~ )는 포푸로 불리는 브라질 안드라디나 출신의 축구 선수이다. 2005년부터 2007년까지 K-리그의 부산 아이파크, 경남 FC에서 활약하였으며, K리그에서 활동할 당시에는 뽀뽀라는 이름으로 활약하였다.

## 축구인 경력

### 클럽 경력
2005년 부산 아이파크에 입단하면서, K리그에 데뷔한 뽀뽀는 데뷔한 2005년에는 이렇다 할 활약을 보이지 못했지만, 2006년에 이르러서 맹활약하며 부산 아이파크의 간판 공격수로 이름을 날렸다.
그러나 부산 아이파크의 신임감독이었던 앙드레 에글리 감독은 뽀뽀를 팀에서 내보내고, 뽀뽀는 경남 FC에 새 둥지를 틀게 된다. 뽀뽀의 활약은 경남 FC에서도 이어지며, 2007 시즌부터 경남 FC에서 뛰게 된 또 다른 브라질 용병 까보레와 함께 팀의 공격을 주도하며 경남 FC가 4위라는 호성적으로 전반기를 마감하는 데 큰 기여를 한다.
하지만, 뽀뽀는 경남 FC에서의 맹활약에도 불구하고, 팀의 재정난을 이유로 일본 J리그 요코하마 FC로의 임대설이 있었으나, 경남 FC팬들의 반발과 전력손실로 인한 6강 플레이오프 진출 좌절의 우려로 인해 계획을 전면 백지화했다.
2007 시즌을 마친 후 이적시장에서 경남 FC의 신임감독인 조광래 감독은 구단의 재정적인 사유로 까보레를 잔류시키는 대신 뽀뽀의 이적을 추진하겠다고 밝혔다. 그리고 2008년 1월 3일 뽀뽀의 에이전트 KBF측에서 뽀뽀의 J리그 가시와 레이솔로의 2년 임대를 공식 발표하였다.
임대기간은 2년(2009년 12월 31일까지)이며 임대료는 140만 달러이다. 임대기간이 끝난 후 2010년 비셀 고베로 완전 이적하였다.